# Euoticus
Sciurocheirus — рід лоріподібних приматів родини галагових (Galagidae). Представники роду поширені в екваторіальній Африці. Вирізняються кільчастими нігтями з тонкими голчастиви кінчиками. Дієта складається з комах, фруктів і рослин, але 75% раціону складають Деревна камедь і смоли.

## Класифікація
Рід містить два види:
- Euoticus elegantulus Conte, 1857
- Euoticus pallidus J. E. Gray, 1863